# Bundesautobahn 995
De Bundesautobahn 995 (BAB995), kortweg A995 is het zuidelijke deel van de ring rond München en is 11 km lang. De A995 verbindt de zuidwestelijke stadsdelen van München met de A99 en de A8. De weg is, hoewel bewegwijzerd als B13n, over de gehele lengte autosnelweg.